# Indeo
O Indeo Vídeo (conhecido simplesmente como "Indeo") é um codec de vídeo desenvolvido pela Intel em 1992, que foi vendido à Ligos Corproration em 2000. Enquanto sua versão original foi relacionada ao formato de vídeo do Digital Visual Interface da Intel (um codec do tipo hardware para a compressão de vídeo em qualidade de televisão, para discos compactos), Indeo foi um dos primeiros codecs a permitir que o vídeo fosse tocado em sua total velocidade, sem usar a aceleração de hardware.

## História
Durante o surgimento do microprocessador do Pentium, o laboratório de arquitetura de Intel executou um dos primeiros, e ao mesmo tempo de altíssima qualidade, codecs do tipo software, que foi introduzido no mercado como "Indeo Vídeo". Em sua introdução pública, o codec era o único suportado nos ambientes de software Microsoft's Video for windows e Apple computer's QuickTime, usados em sistemas de software da IBM na época.
Originalmente, o codec Indeo era altamente assimétrico, significando que ele trabalhou muito mais para codificar o video do que para decodificá-lo. O sistema de videoconferência ProShare da Intel tirou vantagem disso, usando aceleração do tipo hardware para codificar o video (e portanto, exigindo um cartao de entrada), mas permitindo que ele seja visto em qualquer computador pessoal.
A Intel produziu diversas versões diferentes do codec entre 1993 e 2000, quando foi vendido à Ligos, baseado na matemática subjacente muito diferente; e em ter características diferentes. Indeo Video Interactive é um wavelet-based codec que possui uma característica incluída da novela, tal como a sustentação da transparência chroma-keyed; e haviam colaboradores de vídeo visados em jogo.
Embora o Indeo tivesse seu uso significativo nos mid-1990s, remanesceu proprietário. A Intel retardou o seu desenvolvimento e o marketing ativo parado; e ultrapassou rapidamente na popularidade pela ascensão de codecs e de outros do MPEG, enquanto os processadores se tornavam mais poderosos e sua otimização para as micro plaquetas de Intel ficavam menos importantes. O Indeo vê ainda algum uso nos vídeogames, embora a versão 4 e 5 de Indeo não seja suportada por alguns decodificadores open source. O Indeo oficial 5 com decodificadores existe para Microsoft Windows, Mac OS clássico, Mac OS X pelo Perian, BeOS R5 e XAnim plyer em Unix. A versão 5.11 é shareware, e pode ser usada em todas as versões de Windows, com exceção do Vista. A versão 5.2 foi criada para o Vista, e está disponível para comprar na Web no site oficial. As versões 2 e 3 têm decodificadores em FFmpeg.